# Prix Ars Acustica
Der Prix Ars Acustica, auch Prix Acustica International, war ein vom Studio Akustische Kunst des Westdeutschen Rundfunks vergebener Preis, der an Autoren einer Hörfunkproduktion akustischer Kunst als Medienkunst vergeben wurde.
Eingereicht wurden Projektbeschreibungen oder Partituren für eine Produktion akustischer Kunst. Sprache, Geräusch, Musik können als gleichwertige kompositorische Elemente der akustischen Realisation eingesetzt werden. Das Projekt kann sprachungebunden oder mehrsprachig sein. Das Spektrum der Formen reicht von der akustischen Collage und lautpoetischen Komposition bis zur polyphonen Geräuschmontage Klanglandschaft, KlangSkulptur und intermedialen Raum-Klang-Performance.
Von den eingereichten Projekten wurden drei vom WDR produziert, und eines dieser Hörstücke wurde mit dem Preis ausgezeichnet. Die Auszeichnung war mit einer zweimaligen Sendung des Stückes und der Vergabe eines erneuten Kompositionsauftrages an den Künstler verbunden.
Ziel war die Förderung der Produktion akustischer Kunst und ihres internationalen Austauschs. Der Preis wurde 2003 aufgrund von Sparmaßnahmen eingestellt.

## Preisträger
- 1988 Alvin Curran: For Julian[2]
- 1991 Arsenije Jovanović: Faunophonia Balcanica[3]
- 1994 Malcolm Goldstein: Zwischen (zwei) Räumen[4]
- 1996 Pierre Mariétan: Le Bruit court/Das Geräusch geht um[5]
- 1998 Barry Bermange: Mirage Kino[6]
- 2000 Andreas Bick: dripping[7]
- 2001 Werner Cee: Ton der Luft[8]
- 2003 Thomas Taxus Beck: Brandopfer am Sonntag[9]